# Atomzeitalter
Der Begriff Atomzeitalter steht für eine Deutung der jüngeren Zeitgeschichte, in der der Entwicklung und Nutzung der Kernenergie zu zivilen und militärischen Zwecken überragende Bedeutung zuerkannt wird. Für den Parallelbegriff Nukleares Zeitalter gibt es eine Unterteilung in Zeitabschnitte (Dekaden), siehe Abschnitt nukleares Zeitalter. Gelegentlichentlich wird je nach zusätzlicher Untergliederung der einschlägigen Entwicklungen die Ansicht vertreten, dass sich die Menschheit bereits in der zweiten oder dritten nuklearen Ära befindet. Zudem ist seit dem Zweiten Weltkrieg von einer „nuklearen Welt“ die Rede, die seither die Geopolitik und Sicherheitspolitik maßgeblich beeinflusse.
Zur Zeit des Kalten Kriegs sprach man auch von der „bipolaren nuklearen Welt“, die die ehemalige Sowjetunion und die USA als einander entgegengesetzte Supermächte meinte. Unterdessen geht man eher von einer „multipolaren“ Welt aus, in der eine Reihe von Mächten zu berücksichtigen sind. Da zahlreiche Länder über die friedliche Nutzung der Atomenergie verfügen und einige sogar über Atomwaffen, ist eine komplexe internationale Regulierungs- und Sicherheitspolitik anzustreben.

## Einleitende Zusammenfassung

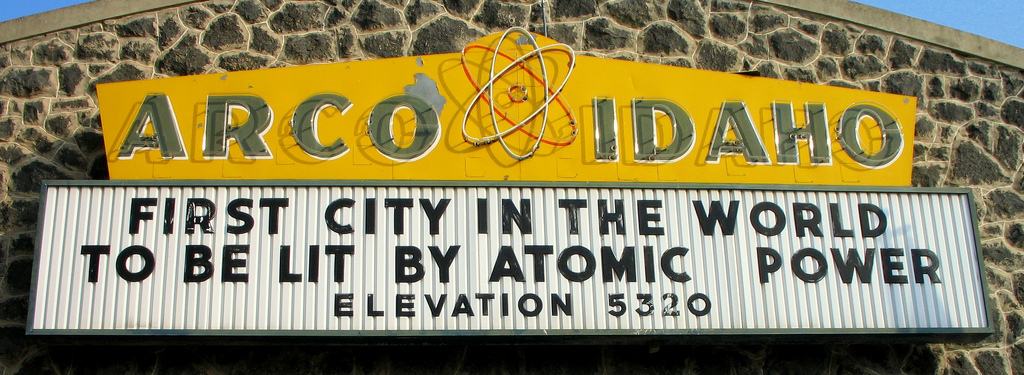
Die US-amerikanische Kleinstadt Arco, Idaho, wurde am 17. Juli 1955 als erste Stadt mit Atomstrom versorgt. Der Kernreaktor dazu war auf dem Gelände der ehemaligen National Reactor Test Station (NRTS), heute dem Idaho National Laboratory (INL). Das Schild ist am Rathaus von Arco angebracht.

Der Beginn des Atomzeitalters wird häufig mit der Entdeckung der Kernspaltung des schweren Elements Uran durch Otto Hahn, Fritz Straßmann und Lise Meitner (1938), dem ersten Test einer Atombombe (Trinity am 16. Juli 1945 in New Mexico als Ergebnis des Manhattan Engineer District, siehe auch der Smyth Report), oder auch dem kritisch-werden des 1. Kernreaktors der Welt (2. Dezember 1942), dem Chicago Pile 1 in Verbindung gebracht. Man verwendete den Begriff spätestens 1950:

„All the energy that we had been using on earth until the advent of the atomic age had originally come from the sun.“

„Die gesamte Energie, die wir bis zum Beginn des Atomzeitalters auf der Erde verbraucht haben, kam ursprünglich von der Sonne.“

Im zivilen Bereich schien mit dem Bau von Kernkraftwerken eine neue Energiequelle auf der Basis eines anderen Energieträgers bzw. Rohstoffs erfunden worden zu sein. Das Zeitalter der Industrialisierung wurde damals vor allem durch den fossilen Energieträger Kohle vorangetrieben und man suchte nach Auswegen bzw. Alternativen. Die friedliche Nutzung der Kernenergie wurde unter anderem durch die Atoms-for-Peace-Rede und Programm ab 1957 eingeleitet. Viele Länder der Welt begannen damit ein eigenständiges oder durch die großen Atomnationen gefördertes Atomprogramm. In den USA übernahm die Atomic Energy Commission (AEC) die Leitung aller nuklearen Aktivitäten. Die AEC leitete auch die zivile Forschung und Entwicklung, da sie zuvor ab 1946 die militärische Nutzung (Design und Produktion von Atomwaffen) aus dem Manhattan-Projekt übernahm. Der Begriff „Atombombe“ wurde erstmals im Jahr 1914 von dem britischen Autor H. G. Wells in seinem Buch „The World Set Free“ verwendet.
Führende Einrichtungen wie das US-amerikanische Labor Argonne National Laboratory (ANL) entwickelten neue Kerntechnik. Große Organisationen wie die Internationale Atomenergie-Organisation (IAEO) oder die Europäische Atomgemeinschaft (Euratom) wurden in dieser Zeit gegründet. Ebenfalls gab es in anderen Atomnationen, wie der Sowjetunion oder Großbritannien, wissenschaftliche Institute und Einrichtungen die die Kerntechnik entwickelten. In Deutschland war die Deutsche Atomkommission für die friedliche Entwicklung die Leitorganisation.
Der Kalte Krieg war gekennzeichnet durch ein Wettrüsten zwischen den Atommächten USA und Sowjetunion (UdSSR). In dieser Zeit wurden massiv Atomwaffen produziert und stationiert. Aus der Spaltbombe wurde zunächst die bis zu tausendfach stärkere Wasserstoffbombe. Diese wurde zur thermonuklearen Waffe weiterentwickelt und befindet sich bis heute in den Arsenalen der Atommächte. In den 1980ern schätzte man die explosive oder destruktive Kraft aller nuklearer Waffen auf etwa 18.000 Megatonnen (Mt). Zum Vergleich: Im Zweiten Weltkrieg wurden insgesamt ca. 3 Mt äquivalent an konventionellen und nuklearen (die beiden Atombomben in Japan eingerechnet) Mittel bzw. Waffen eingesetzt. Es wurde deutlich, dass Atomwaffen ein enormes Vernichtungspotential besitzen, so dass verschiedene Testmoratorien, Abrüstungs- und Nichtverbreitungsverhandlungen begannen. Neben vielen anderen ist hier der Atomwaffensperrvertrag bzw. Nichtverbreitungsvertrag (NVV) zu nennen, der bis heute eine herausragende Rolle in der globalen Sicherheitspolitik spielt.
Ab den 1980er Jahren häuften sich die Probleme. Vereinzelte Nuklearunfälle hatte es schon vorher gegeben, aber die Unfälle von Three Mile Island (TMI) in dem Jahr 1979 und die Nuklearkatastrophe von Tschernobyl in dem Jahr 1986 markierten einen Wendepunkt in der Nutzung der Kernenergie in Bezug auf die Sicherheit kerntechnischer Anlagen. Zudem war der Bestand an Atomwaffen auf einem Höchststand, was ein enormes nukleares Eskalationsrisiko barg (Nuklearer Holocaust). Mit dem Zerfall der Sowjetunion ab ca. 1989 wurden auch die Kernwaffenkomplexe der USA und Sowjetunion (und anderer Atommächte) abgebaut bzw. transformiert. Einige große Produktionsanlagen wie z. B. Rocky Flats wurden bereits vollständig entsorgt. Die Stückzahlen, Sprengköpfe oder Trägersysteme, wurden durch weitergeführte Abrüstungsabkommen und auch teilweise durch Kooperation der Supermächte vernichtet (z. B. durch den Soviet Nuclear Threat Reduction Act bzw. Nunn–Lugar Cooperative Threat Reduction (CTR) aus dem Jahr 1991 – über CTR wurden auch große Mengen chemische Kampfmittel entsorgt). Im Jahr 2000 verfügten die USA über einen aktiven Bestand von ca. 10.000 nuklearen Sprengköpfen, der in den folgenden Jahrzehnten bis heute auf ca. 3.000 reduziert wurde. Heutzutage verfügen die Länder USA und Russland (Stand 2024) gemeinsam rund 8.000 einsatzfähige atomare Sprengköpfe, was etwa 90 % der Gesamtzahl aller bekannten Atomwaffen entspricht.
Je mehr jedoch über die Risiken der Kernenergie bekannt wurde, desto mehr wich die anfängliche Euphorie einer zunehmenden Skepsis bis hin zur Ablehnung. In Deutschland wurde die Nutzung der Kernenergie bspw. 1979 unter der Enquete-Kommission „Zukünftige Kernenergie-Politik“ oder dem Stichwort Atomkonsens diskutiert. Man spricht in diesem Zusammenhang auch von einer „Atompolitik“. Nach der Reaktorkatastrophe von Fukushima beschloss das Land Deutschland unilateral ein Atom-Moratorium und trieb den Atomausstieg aus der friedlichen Nutzung der Kernenergie voran.
In allen Ländern, die Kernenergie genutzt haben oder noch nutzen, spielt heute die Stilllegung (Dekommissionierung) der Anlagen und die sichere und dauerhafte Entsorgung der radioaktiven Abfälle eine große Rolle. Für die Nuklearmächte spielt darüber hinaus das Testverbot (Kernwaffenteststopp-Vertrag) eine herausragende Rolle, d. h. die Anpassung der Entwicklungs- und Erhaltungsarbeiten der Labore finden seit ca. 1994 ohne aktive Tests statt. Hier geht es um die Fähigkeit zur Aufrechterhaltung der nuklearen Abschreckung.
Weltweit kommt es seit den 2020er Jahren zu einer Art Renaissance der Kernenergie im Angesicht des sich verschärfenden Klimawandels und als Alternative zur Nutzung der fossilen Energie. Länder wie Frankreich, China und die USA setzen seit jeher neben anderen Energiequellen auf die Kernenergie. Darüber hinaus arbeiten Länder weltweit, darunter auch die Industrienation Deutschland, weiterhin intensiv an der Entwicklung der Kernfusion für eine mögliche Nutzung als Fusionsenergie in Fusionsreaktoren.
Parallel zu den Entwicklungen des „Atomzeitalters“ begann mit der Entwicklung der Raketentechnik das Zeitalter der Raumfahrt. Des Weiteren lief die Forschung und Entwicklung in der Teilchenphysik an, die bis heute andauert.

## Chronologie (Auswahl)
| Datum                             | Ort                                                    | Ereignis |
| --------------------------------- | ------------------------------------------------------ | --- |
| 1789                              | Berlin                                                 | Martin Heinrich Klaproth entdeckt in Torbernit und Pechblende ein neues chemisches Element und benennt es nach dem kurz zuvor entdeckten Planeten Uran |
| 1. März 1896                      | Paris                                                  | Henri Becquerel entdeckt die Radioaktivität von Uran. |
| 21. Dezember 1898                 | Paris                                                  | Marie und Pierre Curie entdecken bei Untersuchungen von Pechblende das ebenfalls radioaktive Element Radium. |
| 19. August 1904                   | Massachusetts Institute of Technology                  | Samuel Prescott veröffentlicht eine Arbeit über die bakterizide Wirkung radioaktiver Strahlung wie sie von Radium ausgeht. Die Grundlage für Lebensmittelbestrahlung und Sterilisation mittels ionisierender Strahlung ist gelegt. |
| 1906                              | Sankt Joachimsthal, Böhmen (heute Jáchymov)            | Das erste „Radiumbad“ eröffnet. Binnen weniger Jahre werben verschiedene – bestehende und neue – Kurorte mit der Radioaktivität ihrer Luft oder Wässer. Ob die behauptete Wirkung über den Placeboeffekt hinaus geht, ist bis heute nicht bewiesen. |
| 1909                              | Manchester Laboratory                                  | Ernest Rutherford entdeckt den Atomkern durch Beschuss einer Goldfolie mit Alphateilchen. |
| 1913                              | England                                                | Henry Moseley demonstriert im Labormaßstab das Prinzip der Radionuklidbatterie anhand von Radium. Dies ist der erste praktische Vorschlag zur energetischen Nutzung radioaktiver Prozesse. |
| 1914                              | England                                                | Der Autor H. G. Wells führe den Begriff „Atombombe“ ein, noch bevor ein derartiger Sprengkörper möglich wurde. |
| 1920er Jahre                      | USA                                                    | Der Fall der Radium Girls macht die schädliche Wirkung der Inkorporation größerer Mengen von Radium einer breiten Öffentlichkeit bekannt. Der Arbeitsschutz beim Umgang mit radioaktiven Stoffen wird erstmals öffentlich diskutiert. |
| 1923                              | Kopenhagen                                             | George de Hevesy entwickelt die Tracermethode, welche bis heute in der Nuklearmedizin und Diagnostik Einsatz findet. |
| 1926                              |                                                        | Hermann J. Muller gelingt der Nachweis, dass ionisierende Strahlung in hohen Dosen Mutationen auslösen kann. Damit ist klar, dass Radioaktivität erbschädigend und krebserregend wirkt. |
| Februar 1932                      | Cambridge                                              | James Chadwick weist als erster die Existenz des Neutrons nach. Das neu entdeckte Teilchen erklärt Isotope und führt zu einer Serie von Experimenten, bei denen Atomkerne mit Neutronen beschossen werden, um diese radioaktiv zu machen. |
| 31. März 1932                     | Pittsburgh                                             | Der Industrielle Eben Byers stirbt an den Folgen des jahrelangen Konsums der pseudowissenschaftlichen „Medizin“ Radithor, deren wirksame Substanz radioaktives Radium war |
| 14. April 1932                    | Cambridge, UK                                          | Ernest Walton und John Cockcroft bombardieren Lithium mit Protonen und erzeugen dabei Alphateilchen – in heutiger Schreibweise 7Li(p,α)4He. Die damalige Presse spricht von „splitting the atom“ (= das Atom spalten). Die Kernreaktion ist jedoch nicht mit der 1938 entdeckten Kernspaltung zu verwechseln, welche durch Neutronen induziert wird. |
| 12. September 1933                | London                                                 | Angeregt durch einen Artikel in der Times, welcher die Praktikabilität der Energiegewinnung mittels des Experiments von Cockcroft und Walton verneint, entwickelt Leo Szilard ein Gedankenexperiment, welches eine nukleare Kettenreaktion beinhaltet. Er meldet daraufhin einen Kernreaktor zum Patent an und erhält selbiges 1936. |
| 1934                              | Rom                                                    | Enrico Fermi führt Experimente durch, bei denen Uran mit Neutronen bombardiert wird. Die auftretenden radioaktiven Produkte hält er fälschlicherweise für Transurane. Er erhält mit dieser irrigen Begründung den Physiknobelpreis 1938. Tatsächlich waren die von Fermi beobachten radioaktiven Substanzen Spaltprodukte. Zum Nachweis ebenfalls entstehender Transurane war sein Versuchsaufbau nicht in der Lage. |
| 17. Dezember 1938                 | Berlin                                                 | Entdeckung der Kernspaltung durch Otto Hahn und Fritz Straßmann; theoretische Erklärung durch Lise Meitner und Otto Frisch im folgenden Jahr. Die Kernspaltung unterscheidet sich von anderen Kernreaktionen. Neben anderen physikalischen Eigenschaften werden im Vergleich zu chemischen Reaktionen große Mengen Energie (Millionen Elektronenvolt) und zusätzliche Neutronen frei. |
| 2. August 1939                    | Princeton                                              | Albert Einstein und Leo Szilard drängen den amerikanischen Präsidenten Franklin D. Roosevelt in einem Brief, die Entwicklung einer Atombombe aufzunehmen, um den Nazis in Deutschland zuvorzukommen. |
| 14. Dezember 1940                 | Berkeley, Kalifornien                                  | Physikern der University of California gelingt erstmals der Nachweis des Elements Plutonium, welches durch Beschuss von Uran mit Deuteronen erzeugt wurde. |
| Januar 1941                       | Boston                                                 | Saul Hertz verabreicht einem Patienten, der an Morbus Basedow leidet, radioaktives Jod-131. Die Behandlung verläuft erfolgreich und ist noch heute in ähnlicher Form als Radiojodtherapie im Einsatz. |
| 1940–1945                         | Los Alamos, New Mexico                                 | Unter der Leitung von J. Robert Oppenheimer u. a. wird im Rahmen des Manhattan-Projekts zusammen mit Großbritannien die erste Atombombe entwickelt. Dazu wurden Labore und Produktionsanlagen entwickelt, gebaut und in Betrieb genommen. Diese Anlagen wurden Anfangs des Kalten Kriegs zu einem Nuklearwaffenkomplex ausgebaut. |
| 1942                              | Metallurgical Laboratory, Chicago; Berkeley Laboratory | Verschiedene Forscher gewinnen das neue (und spaltbare) Element 94 – Plutonium. Die erste mittels Ultramikrochemie wägbare Menge von 2,7{\displaystyle \times }10−6 g Plutoniumoxid wurden von Werner und Cunningham gewonnen. Das Element wurde wenige Monate vorher von Arthur C. Wahl et al. entdeckt. Er und andere waren in der Forschungsgruppe von Glenn T. Seaborg und Edwin M. McMillan. |
| 23. Juni 1942                     | Physikalisches Institut der Universität Leipzig        | Erster atomarer Zwischenfall der Geschichte: Beim von Werner Heisenberg und Robert Döpel geleiteten Versuch L-IV mit schwerem Wasser und Uranpulver in einer mehrschaligen Metallkugel kommt es zu einer Dampfreaktion und zum Reaktorbrand. |
| 2. Dezember 1942                  | Chicago, Illinois                                      | Der erste menschengemachte Kernreaktor der Welt, Chicago Pile 1, wird kritisch. Dieses Ereignis markiert den Zeitpunkt 0 der zivilen Nutzung, wobei erst ab 1957 durch das „Atoms for Peace“-Programm und das sowjetische Pendant die friedliche Nutzung eingeläutet wurde. |
| 23. April 1945                    | Haigerloch, Baden-Württemberg                          | Im Rahmen der Alsos-Mission entdecken amerikanische Soldaten den Forschungsreaktor Haigerloch, den letzten gescheiterten Versuch des Uranvereins, Kritikalität zu erreichen. Wenige Tage später werden die beteiligten Forscher gefangen genommen und in Farm Hall interniert, um den Stand des deutschen Kernwaffenprojekts durch Abhören der Beteiligten zu ergründen. |
| 16. Juli 1945                     | White Sands Proving Ground, New Mexico                 | Erste Zündung einer Atombombe: Trinity-Test. Das explosive Gerät wurde am 16. Juli 1945 in der Wüste von New Mexico gezündet. Dieses Ereignis markiert den Beginn oder den Zeitpunkt 0 der militärischen Nutzung der Kernenergie. |
| 6. August 1945 und 9. August 1945 | Hiroshima und Nagasaki                                 | Erster militärischer Einsatz von Atombomben. Weit über 200.000 Menschen sterben direkt oder an den Spätfolgen der Atombombenabwürfe. Glücklicherweise sind die beiden Ereignisse bis heute die einzigen Einsätze von Kernwaffen in Kampfhandlungen in der Geschichte der militärischen Nutzung der Kernenergie. |
| 1946                              | Washington, D.C.                                       | Der Atomic Energy Act of 1946 wird zum Gesetz. Alle Kernreaktoren und Kernanlagen seit dem Manhattan-Projekt sind der US-Regierung unterstellt, d. h. Eigentum der US-Regierung bzw. in Bundesbesitz. Das Gesetz regelt bereits spaltbares Material, usw. |
| 1946–1990                         | Erzgebirge                                             | Die Wismut baut insgesamt über 200.000 Tonnen Uran ab, von denen ein Großteil in die UdSSR geliefert wird, und dort sowohl zivilen als auch militärischen Zwecken dient. |
| 1946–1952                         | Washington, D.C.                                       | Gründung der United Nations Atomic Energy Commission (UNAEC), einem Vorreiter der späteren Internationalen Atomenergie-Organisation (IAEO). Die UNAEC scheiterte damit, die Kernenergie für friedliche Zwecke zu regulieren. Speziell sollte die Verbreitung von Kernwaffen verhindert werden. Grundlage war u. a. der Baruchplan (1946–1947), welcher mit 2 zu 10 Stimmen von Polen und der Sowjetunion abgelehnt wurde. Siehe auch David E. Lilienthal und Dean Acheson. Die USAEC war bereits seit 1949 inaktiv und wurde schließlich im Jahr 1952 abgeschafft. Der Kalte Krieg hat in diesem Zeitraum begonnen. |
| 4. April 1949                     | Washington, D.C.                                       | Unterzeichnung des Nordatlantikvertrags und Gründung der NATO. Wenige Jahre später werden US-amerikanische Atomwaffen Teil der Abschreckungstrategie der NATO. Diese werden in Großbritannien und anderen europäischen Ländern stationiert (und später auch wieder abgezogen). Die nukleare Teilhabe bzw. die „verlängerte nukleare Abschreckung“ beschreibt bis heute die Planung und Nutzung im Ernstfall. |
| 29. August 1949                   | Semipalatinsk                                          | Die erste sowjetische Atombombe (basierend auf Kernspaltung, viz. Spaltbombe) wird gezündet, das Gerät RDS-1. Damit beginnt das atomare Wettrüsten. |
| 1950                              | Washington, D.C.                                       | Präsident Harry S. Truman beschließt den Bau einer US-amerikanischen Wasserstoffbombe. |
| 27. Oktober 1951                  | London, Ontario                                        | Zum ersten Mal wird eine Kobaltkanone in der Krebstherapie eingesetzt. |
| 20. Dezember 1951                 | Idaho National Laboratory                              | Der Experimental Breeder Reactor I erzeugt genug Strom um (zu Demonstrationszwecken) vier Glühbirnen zum Leuchten zu bringen. Eine Einspeisung in öffentliche Stromnetze erfolgt jedoch nicht. Es wurde früh klar, dass die verfügbaren Mengen Uran-238 für Brutreaktoren geeignet wären, da konzentriertes Uran-235 aufwendig in der Herstellung ist. |
| 3. Oktober 1952                   | Großbritannien                                         | Großbritannien testet seine erste Spaltbombe als Teil der Operation Hurricane. |
| 1. November 1952                  | Enewetak Atoll                                         | Der erste Test einer Wasserstoffbombe („Ivy Mike“) mit 10,4 Mt TNT Sprengkraft, rund 700mal stärker als die Hiroshima-Bombe. |
| 1954                              | Washington, D.C.                                       | Der Atomic Energy Act of 1946 wird verändert und zum heute noch gültigen Atomic Energy Act of 1954. Die Änderungen erlauben z. B. der US-Industrie den Auf- und Ausbau der friedlichen Nutzung der Kernenergie. |
| 21. Januar 1954                   | Groton (Connecticut)                                   | Stapellauf der Nautilus, des ersten nuklear angetriebenen U-Boots der Welt. |
| 26. Juni 1954                     | Obninsk                                                | Inbetriebnahme des ersten kommerziellen Kernkraftwerks mit einer Leistung von 6 MW, das АЭС-1. |
| 1950er                            | Großbritannien und Europa (Deutschland)                | Die USA stationierten diverse Atomwaffen im Westen (Europa), um der Sowjetunion entgegenzutreten. Großbritanniens eigenes Atomwaffenarsenal war Anfang der 1950er Jahre noch im Aufbau, da das Land 1946 von der Entwicklung gemeinsam mit den USA ausgeschlossen wurde. Ab 1955 formiert sich der Warschauer Pakt. Ab etwa 1958 kooperierten die USA und Großbritannien wieder in Sachen Kerntechnik. |
| 22. November 1955                 | Semipalatinsk                                          | Die UdSSR zündet und testet einen (ähnlich dem Teller-Ulam-Prinzip) entwickelten Kernsprengkopf, das Gerät RDS-37. |
| 1957                              | Peking, China                                          | In China beginnt das Projekt „Zwei Bomben, ein Stern“ (两弹一星), wobei „Stern“ für Satellit steht. |
| 4. Oktober 1957                   | Moskau                                                 | Sputnik 1 setzt den Wettlauf in der Raumfahrt zwischen den Länder und USA und UdSSR in Gang. Wenig später, Anfang der 1960er Jahre, wurden die ersten Interkontinentalraketen (ICBM), z. B. die Atlas der USA und die R-7 der UdSSR einsatzbereit. |
| 12. Dezember 1957                 | Rossendorf, ehemalige DDR                              | In der ehemaligen DDR wird der erste Forschungsreaktor Rossendorfer Forschungsreaktor (RFR) wird kritisch. |
| 1953–1957                         | Washington, D.C., Moskau und weltweit                  | Ab 1957 wurde die friedliche Nutzung der Kernenergie durch das „Atoms for Peace“-Programm weltweit eingeläutet. Die Atomic Energy Commission (AEC) war ab 1946 für die Herstellung und Produktion von amerikanischen Atomwaffen zuständig und ab 1957 auch für die Förderung der Kerntechnik für friedliche Zwecke. In der ehem. Sowjetunion waren die Abläufe ähnlich. Als zentrale Forschungsplattform wurde das Joint Institute for Nuclear Research (JINR) „Dubna“ gegründet. |
| 25. März 1957                     | Europa                                                 | Gründung der Europäischen Atomgemeinschaft (Euratom). Auf dieser Grundlage wurde auch die Gemeinsame Forschungsstelle gegründet, die in Teilen Nuklearforschung betreibt. |
| 29. Juli 1957                     | Wien, weltweit                                         | Gründung der Internationalen Atomenergie-Organisation (IAEO bzw. IAEA), welche ihre Arbeit aufnimmt. Die Organisation soll die friedliche Nutzung der Kernenergie fördern. Zuvor war die United Nations Atomic Energy Commission (UNAEC) mit dieser Aufgabe vertraut, scheiterte jedoch (siehe das Jahr 1946). Die IAEO übernimmt die Überwachung von Atomanlagen und insbesondere die Verhinderung der Proliferation von Kernwaffen. Sie sichert den Atomwaffensperrvertrag (NVV) von 1968 durch ihre Maßnahmen (Safeguards) und Inspektionen. |
| 31. Oktober 1957                  | Garching bei München                                   | Der Forschungsreaktor München geht in Betrieb. Er ist der erste Kernreaktor in Deutschland, welcher Kritikalität erreicht. |
| 8. November 1957                  | Großbritannien; Pazifik                                | Das Land zündet seine erste erfolgreiche Wasserstoffbombe nach dem Prinzip von Teller-Ulam. |
| 1958                              | Washington, D.C., London, GB                           | Beide Länder beenden nach ca. 12 Jahren ihre Rivalitäten (genauer, die nicht Zusammenarbeit nach dem Manhattan-Projekt) und Revitalisieren ihre Kooperation in Themen der nuklearen Sicherheit durch den Mutual Defense Agreement Vertrag. |
| 1958                              | Stuttgart                                              | Lebensmittelbestrahlung wird weltweit erstmals kommerziell eingesetzt – in diesem Fall zur Haltbarmachung von Gewürzen, welche nach wie vor die Anwendung ist, welche in Europa am meisten im Handel zu finden ist. |
| 1959                              | Moskau; Peking                                         | Die Sowjetunion unter Nikita Chruschtschow beendet unilateral ihre Unterstützung für China's Atomprogramm. Die Beziehung der beiden Länder ist auch unter Chinesisch-sowjetisches Zerwürfnis dokumentiert. China setzt sein Atomprogramm sowohl friedlich als auch militärisch eigenständig fort. |
| 1959                              | Boulder, CO; NIST                                      | Die erste Atomuhr der Welt (NBS-1) nimmt ihren regulären Betrieb auf. Die Grundlagen für ihre Erfindung reichen bis ins Jahr 1945 zurück. Die Atomuhr ist nicht der Zeitgeber des Atomzeitalters. |
| 13. Februar 1960                  | Paris; Algerien                                        | Die Nation Frankreich testet ihre erste Spaltbombe in der Wüste von Algerien unter dem Namen Gerboise Bleue. |
| 30. Oktober 1961                  | Nowaja Semilja                                         | Bis heute heftigste nukleare Explosion: Die sowjetische Zar-Bombe (Gerät AN602) mit einer Sprengkraft von mindestens 50 Mt TNT (entsprechend über 3300 Hirsohima-Bomben). |
| 14. bis 28. Oktober 1962          | Kuba                                                   | Der Versuch der Sowjetunion, auf Kuba nukleare Mittelstreckenraketen zu stationieren, löst die Kuba-Krise aus, die die Welt bis an den Rand eines Atomkriegs führt. |
| 10. Oktober 1963                  | Moskau                                                 | Ein Vertrag über das Verbot von Kernwaffenversuchen (LTBT) verbietet Kernwaffentests im Wasser, in der Atmosphäre und im Weltall. Es gab bereits zuvor Testmoratoria zwischen den USA und der UdSSR. Der LTBT-Vertrag ist jedoch ein wichtiger Meilenstein. Es folgen weitere Abkommen. |
| 16. Oktober 1964                  | Lop Nor, China                                         | Die Volksrepublik, damals unter Mao, zündet seine erste Spaltbombe, das Gerät 596. |
| 1966                              | Paris                                                  | Frankreich verlässt den Militärausschuss der NATO und zieht damit seine nuklearen Streitkräfte ab, bzw. die Streitkräfte sind nicht mehr Teil der NATO-Planung (siehe auch die Nukleare Planungsgruppe). |
| 24. August 1968                   | Pazifik                                                | Die Nation Frankreich zündet und testet ihre erste Wasserstoffbombe im Pazifik als Teil der Opération Canopus. |
| 1968                              | Washington, D.C., London, Moskau                       | Zeichnung des Nuklearen Nichtverbreitungsvertrags (NVV/NPT) bzw. Nuclear Non-Proliferation Treaty (NPT), welcher heute noch der gültige und vermutlich wichtigste Vertrag zur Unterdrückung der Verbreitung von Atomwaffen ist. Alle fünf Atommächte haben den NVV unterzeichnet und ratifiziert. Die Atommächte Frankreich und China sind dem NVV jedoch erst 1992 beigetreten. Die anderen Atommächte (Indien, Pakistan) haben den NVV hingegen nicht unterzeichnet. Ebenso hat Israel den Vertrag nicht unterzeichnet, denn das Land ist vermutlich im Besitz von Atomwaffen ist. Nordkorea hat den Vertrag zunächst unterschrieben (1985) und später wieder gekündigt (2003). |
| 1968                              | Iran                                                   | Das Land unterzeichnet und ratifiziert (1970) den Nichtverbreitungsvertrag (NVV). Ab dem Jahr 2002 werden Details über das iranische Atomprogramm bekannt, die der Atomgemeinschaft Sorgen bereiten. Das Land ist Stand 2025 immer noch Mitglied des NVV/NPT-Vertrags. |
| 1969                              | Bonn                                                   | Deutschland unterzeichnet den Nichtverbreitungsvertrag (NVV). Der Vertrag wird 1975 ratifiziert. |
| 1974                              | Frankreich                                             | Premierminister Pierre Messmer verkündet in Folge der Ölkrise ein Bauprogramm für Kernkraftwerke, welches als „Messmer-Plan“ in die Geschichtsbücher eingeht. Bis 1989 gehen 56 neue Reaktoren in Betrieb. Bis heute stammt ein großer Teil der Elektrizität in Frankreich aus Kernkraft. |
| 18. Mai 1974                      | Indien                                                 | Die Atomnation Indien testet ihr erstes nukleares explosives Gerät (viz. Atombombenprototyp) mit dem Namen „Smiling Buddha“. Die Weltgemeinschaft äußerte sich angesichts der Nichtverbreitungspolitik schockiert und ergriff neue Maßnahmen, beispielsweise die Gründung der Gruppe der nuklearen Zulieferer. Indien und Pakistan haben den NVV/NPT-Vertrag nie (Stand 2025) unterschrieben. |
| 1977                              | Shippingport                                           | Am Kernkraftwerk Shippingport wird erstmals Thorium als Brutstoff verwendet. Als fünf Jahre später der Brennstoff entnommen wird, enthält er mehr spaltbares Material als zu Beginn des Brennstoffzyklus. Die Brutzahl dieses thermischen Brutreaktors war also größer als 1. |
| 28. März 1979                     | Harrisburg, Pennsylvania                               | Im Kernkraftwerk Three Mile Island (TMI) kommt es zu einem Reaktorunfall, der zu einer teilweisen Kernschmelze führt. Verletzte oder Todesfälle sind am Unfalltag nicht zu beklagen, doch die unzureichende Kommunikation öffentlicher Stellen und sensationslüsterne Presseberichterstattung führen zu Verunsicherung der Bevölkerung. |
| 1980                              | Berkeley                                               | Einem Team um Nobelpreisträger Glenn Seaborg gelingt es, mittels kernphysikalischer Methoden, einige tausend Atome des Elements Bismuth in Gold zu transmutieren. |
| 1985                              | Pjöngjang, Nordkorea                                   | Nordkorea unterzeichnet den Nichtverbreitungsvertrag (NVV/NPT). |
| 26. April 1986                    | Prypjat, Tschornobyl                                   | Die Explosion eines Kernreaktors im Kernkraftwerk Tschernobyl setzt große Mengen Radioaktivität frei und verursacht die Nuklearkatastrophe von Tschernobyl. Dies ist der bisher schlimmste Zwischenfall in der zivilen Nutzung der Kernenergie. Mehrere Mitarbeiter des Kraftwerks und der Betriebsfeuerwehr erleiden teils tödliche Verletzungen, Verbrennungen sowie die Strahlenkrankheit. |
| Ab 1992                           | USA, ehem. UdSSR                                       | Mit dem Zerfall der Sowjetunion folgt eine Übergangsphase und dann Zäsur sämtlicher aktiven Nuklearwaffentests durch Um- und Abbau des alten Kernwaffenkomplexe der USA und UdSSR im Rahmen des Umfassenden Atomteststoppvertrag (CTBT). Damit verbunden war die Entsorgung einer großen Stückzahl an Kernsprengköpfen und Trägersystemen, die Sicherung von spaltbarem Material und folglich der Umbau aller Labore hin zu einem Nichttest-Betrieb, der weiterhin über die notwendigen technischen Kapazitäten für Kernwaffen verfügt. Andere Atommächte wie Frankreich oder Großbritannien sind den USA und Russland gefolgt. China hat ebenso einen Umbau in Gang gesetzt. |
| Ab 2002                           | Iran                                                   | Seit Ende der 1960er Jahre versucht der Iran, ein ziviles bzw. friedliches Atomprogramm aufzubauen. Ab 2002 werden jedoch kerntechnische Anlagen bekannt, die erste Vermutungen eines militärischen Programms nahelegen. Auch das Land Deutschland ist an Gesprächen mit dem Iran beteiligt, da die ehemalige KWU ab den 1970er Jahren ein Kernkraftwerk (KKW) Buschehr teilweise geliefert hat. |
| 2003                              | Pjöngjang, Nordkorea                                   | Das Land kündigt den Nichtverbreitungsvertrag (NVV), welchen es 1985 unterschrieben hat. Seit dieser Zeit werden die kerntechnischen Anlagen (Nyŏngbyŏn u. a.) punktuell von der IAEA und US-amerikanischen Experten (Siegfried Hecker u. a.) inspiziert. Seither betreiben die USA und Südkorea Diplomatie mit dem Land. |
| 31. März 2003                     | Sellafield, GB                                         | Eines der erste kommerziellen Kernkraftwerke der westlichen Welt, Calder Hall, beendet seinen Betrieb nach über 47 Jahren Betriebszeit. |
| 2004                              | Eurajoki, Finnland                                     | Die Bauarbeiten für das weltweit erste tiefengeologische Endlager für „abgebrannten“ Brennstoff beginnen. |
| Ab 2006                           | Pjöngjang, Nordkorea                                   | Das Land testet einen vermuteten nuklearen Sprengkörper (Prototyp). Es war der erste Test einer Reihe, von der bis heute (Stand 2025) sechs Untergrundtests durchgeführt wurden. Der letzte Test fand im Jahr 2017 statt. |
| 11. März 2011                     | Fukushima                                              | Durch ein Erdbeben und einen anschließenden Tsunami werden in mehreren Blöcken des Kernkraftwerks Fukushima Kernschmelzen ausgelöst. Japan schaltet sämtliche seiner Kernkraftwerke ab. |
| 30. Juni 2011                     | Berlin                                                 | Der deutsche Bundestag beschließt den Ausstieg aus der Nutzung der Kernenergie zur Stromerzeugung. |
| 31. Dezember 2013                 | Nanticoke, Ontario                                     | Im Zuge des Kohleausstiegs der kanadischen Provinz Ontario geht das ehemals 4 GW Nennleistung besitzende Kohlekraftwerk Nanticoke vom Netz. Der Kohleausstieg wurde auch durch die (Wieder-)Inbetriebnahme von Kernkraftwerken an den Standorten Bruce und Darlington ermöglicht. |
| 2015                              | Japan                                                  | Seit dem Reaktorunglück Fukushima reaktiviert Japan Zug um Zug seine Kernkraftwerke wieder. Seit 2011 wurden 14 Leistungsreaktoren reaktiviert. |
| 2016                              | Großbritannien                                         | Das Land beginnt mit dem Bau neuer Atom-U-Boote der Dreadnought-Klasse. |
| 1. Juni 2021                      | Königstein                                             | Die letzte Lieferung mit Uran aus dem Erzgebirge, welche im Zuge des Sanierungsbergbaus gewonnen wurde, verlässt den Betrieb. Damit endet der Uranbergbau in Deutschland. |
| 2021                              | Polen                                                  | Das Land beschließt den Einstieg in die Nutzung der Kernenergie. |
| 2022                              | Die fünf Atomwaffenstaaten                             | Die fünf Atomwaffenstaaten (USA, Russland, GB, Frankreich und China) veröffentlichen die Gemeinsame Erklärung der Staats- und Regierungschefs der fünf Kernwaffenstaaten zur Verhütung eines Atomkriegs und zur Vermeidung eines Wettrüstens. |
| 2022                              | USA                                                    | Die USA beginnen mit dem Bau neuen Atom-U-Boote der Columbia-Klasse. Die Vorbereitungen dazu laufen seit ca. 2010. Die Leitorganisation für maritime nukleare Antriebe ist Naval Reactors. |
| September 2022                    | Schweiz                                                | Die Schweiz, welche Kernenergie bis heute nutzt, beschließt die Endlagerung ihrer radioaktiven Abfälle. Die Behörde Nationale Genossenschaft für die Lagerung radioaktiver Abfälle (Nagra) verwaltet die entsprechenden Aktivitäten. |
| 15. April 2023                    | Deutschland                                            | Mit der Abschaltung der letzten Kernkraftwerke Isar 2, Neckarwestheim 2 und Emsland endet in Deutschland die Nutzung der Kernenergie zur Stromerzeugung. |
| Dezember 2023                     | Großbritannien                                         | Der europäische Forschungsfusionsreaktor Joint European Torus (JET) zündet nach genau 40 Jahren Experimenten sein letztes Plasma. JET wurde von der United Kingdom Atomic Energy Authority (UKAEA) aufgebaut und erprobt. |
| Juli 2024                         | Deutschland                                            | In Deutschland wird ein Untersuchungsausschuss Atom gestartet. |
| 16. April 2023                    | Olkiluoto, Finnland                                    | Block 3 des Kernkraftwerk Olkiluoto nimmt den kommerziellen Betrieb auf. Es ist das letzte Kernkraftwerk an dessen Bau Siemens in größerem Ausmaß beteiligt war. Gleichzeitig geht der Reaktortyp EPR in erheblichem Ausmaß auf Entwicklungen des Konvoi / Baulinie 80 der KWU zurück und wurde ursprünglich (auch) für den deutschen Markt entwickelt. |
| Februar 2025                      | Belgien                                                | Das Land ändert seine Energiepläne. Auch in Zukunft will Belgien auf Atomenergie setzen. Die Kapazität von bisher 4 GW soll auf 8 GW ausgebaut werden. Das belgische Atomenergieprogramm geht bis in die 1950er Jahre auf das Forschungszentrum SCK•CEN in Mol zurück. |
| Mai 2025                          | Washington, D.C. und Deutschland                       | - Präsident Donald J. Trump unterschreibt vier Executive Order (EO) zur Revitalisierung der US-amerikanischen Atomenergie: EO 14302: Reinvigorating the Nuclear Industrial Base; EO 14301: Reforming Nuclear Reactor Testing at the Department of Energy; EO 14300: Ordering the Reform of the Nuclear Regulatory Commission; EO 14299: Deploying Advanced Nuclear Reactor Technologies for National Security; - Der deutsche Forschungsfusionsreaktor Wendelstein 7-X schafft einen neuen Rekord beim sog. Lawson-Kriterium (auch genannt Triple-Product) von 42 Sekunden. |
| Juni 2025                         | Japan, GB, Israel, Iran, Washington, D.C.              | - Japan beschließt ein Gesetz, das den Betrieb von Kernreaktoren über 60 Jahre hinaus erlaubt; - Die Regierung von Großbritannien investiert rund 14 Milliarden Pfund in Bau von Sizewell C, einem Europäische Druckwasserreaktoren (EPR) basierten Kernkraftwerk welches Strom für 6 Mio. Haushalte liefern wird; - Da Diplomatie und Verhandlungen über das iranische Atomprogramm seit über zwei Jahrzehnten (vgl. das Jahr 2002) keine signifikanten Fortschritte erzielt haben, haben das israelische Militär als Teil der Operation Rising Lion und später auch die USA als Teil der Operation Midnight Hammer präventiv damit begonnen, diverse kerntechnische Anlagen des Irans zu bombardieren. Ein ähnliches Vorgehen gab es bereits in den 1980er Jahren, als das israelische Militär im Rahmen der Operation Opera eine Atomanlage im Irak bombardierte. Die EU-3-Länder veröffentlichen ein gemeinsames Statement zu der Situation. - Die Weltbank beendet nach Jahrzehnten (spezielle ab 2013) ihre Sperren (Wissen in Kerntechnik und Investitionen) in die Nutzung der Atomenergie. Im Fokus stehen die Entwicklungsländer. Wenige Tage zuvor hat das Land Deutschland seinen Widerstand gegen die Einstufung der Kernenergie als nachhaltig aufgegeben. (Siehe auch European Green Deal) |

## Nukleares Zeitalter
Die Konrad-Adenauer-Stiftung (KAS) unterscheidet zwischen drei „nuklearen Zeitaltern“. Als „erstes nukleares Zeitalter“ definiert die KAS den Zeitraum von 1945 bis 1991, als „zweites nukleares Zeitalter“ den Zeitraum von 1991 bis 2014 und als „drittes nukleares Zeitalter“ den Zeitraum seit 2014.
Die Stiftung fasst die Entwicklung seit 1991 mit den Worten zusammen: „Das zweite nukleare Zeitalter, das mit dem Ende des Kalten Krieges eingeläutet wurde, wurde von dem gemeinsamen Schreckgespenst ‚abtrünniger‘ nuklearer Akteure heimgesucht. […] Das dritte nukleare Zeitalter, das potenziell gefährlicher ist als seine Vorgänger, entstand vorwiegend abseits der hart erkämpften Abkommen, die im Kalten Krieg ein gewisses Maß an Sicherheit boten. In den neuen Strategien ist für die Nuklearwaffen keine Abschreckungsfunktion vorgesehen, und die Investitionen in ihre Modernisierung signalisieren, dass sich das auch in Zukunft wenig ändern wird. Geheimhaltung, Spaltung, weniger Zeit für Entscheidungen und eine höhere Unfallwahrscheinlichkeit kennzeichnen die Cyberwelt des dritten nuklearen Zeitalters. Beteuerungen, ein Atomkrieg könne nicht gewonnen werden und dürfe niemals geführt werden, wirken mittlerweile phrasenhaft.“

## Militärische Nutzung der Atomenergie

### Kernwaffen und ihre Funktion
Atombomben richten Zerstörungen in einem vor dem Atomzeitalter unbekannten Ausmaß an. Die Energie wird in Form von Hitze, Druck und radioaktiver Strahlung wirksam. In einem weltweiten thermonuklearen Krieg würden ganze Kontinente mit Flächenbränden überzogen, die weltweit zu einem nuklearen Winter mit sonnenundurchlässigen Rauchwolken und Temperaturen unterhalb des Gefrierpunktes führen würden. Lebensmittelrationen etwaiger Überlebender könnten nach ihrem Verbrauch nicht (hinreichend) durch neue Ernten ersetzt werden, und die Überlebenden würden an der Erdoberfläche konstant einer hohen Strahlendosis ausgesetzt sein, die sie krank machen und ihr Erbgut schädigen würde. Ein langfristiges Überleben der Menschheit wäre damit ausgeschlossen. Die Aussage, ein globaler Atomkrieg führe zu einer „Vernichtung der Menschheit“ (nuklearer Holocaust), ist also keine übertriebene Befürchtung.

### 1945 – 1991
Mit dem „Gleichgewicht des Schreckens“, das seit 1949 bestand (dem Zeitpunkt der ersten Zündung einer sowjetischen Atombombe), wurden auch Hoffnungen verbunden. Der Politologe und Friedensforscher Klaus Jürgen Gantzel zieht diesbezüglich die Lehre des Militärtheoretikers Carl von Clausewitz heran und bemerkte, in Kriegen gehe es darum, dass der Stärkere in einem „erweiterte[n] Zweikampf“ den Schwächeren besiege, wonach jener diesem seinen Willen aufzwingen könne. Im Atomzeitalter jedoch sei unter den Bedingungen des atomaren Rüstungswettlaufs der Supermächte während der zweiten Hälfte des 20. Jahrhunderts das Overkill-Potential so groß geworden, dass die Menschheit bereits vernichtet wäre, bevor das Arsenal beider Seiten erschöpft wäre. Dadurch habe die Kategorie des Sieges ihren Sinn verloren; es gäbe keine Kriegsgewinner mehr und damit auch keinen Anreiz, einen Krieg zu beginnen. „Daß mit solchen Massenvernichtungswaffen keine Politik mehr zu machen sei, könnte als tiefere Einsicht hinter den Verabredungen zwischen Reagan und Gorbatschow am 10. Oktober 1986 in Reykjavik gestanden haben, mit denen sie das Ende des Ost-West-Konflikts und erste wirkliche Abrüstungsschritte einläuteten, was immer die unmittelbaren Interessen der beiden Supermachtführer und ihrer Berater gewesen sein mögen...“
Die neue Dimension des Atomzeitalters besteht unter anderem darin, dass zwei Staaten, die beide Atomwaffen besitzen, nicht mehr auf das Instrument des Kräftemessens im Krieg gegeneinander zurückgreifen können, ohne das Risiko der raschen und völligen Vernichtung der eigenen Bevölkerung, wenn nicht der ganzen Menschheit in Kauf zu nehmen. Die auf der Konferenz von Jalta beschlossene Aufteilung der Welt, die sogenannte „bipolare“ (an den „Polen“ Washington und Moskau als Machtzentren orientierte) Welt, hatte während der Dauer des Kalten Krieges im Wesentlichen Bestand, was einige als Erfolg der atomaren Abschreckung, andere als glücklichen Zufall bewerten.
„atomwaffen a–z.info“ weist darauf hin, dass seit 1953 ständig das „nukleare Tabu“ von Politikern und Militärstrategen in Frage gestellt worden sei, wonach Atomwaffen nicht dem Zweck dienten, eingesetzt zu werden, sondern lediglich abschreckend wirken sollten.
Das Ende des Kalten Krieges wurde durch den Abschluss des INF-Vertrags (des Washingtoner Vertrags über nukleare Mittelstreckensysteme) eingeleitet. Dieser Vertrag wurde am 8. Dezember 1987 von dem US-Präsidenten Ronald Reagan und Michail Gorbatschow, dem Generalsekretär der KPdSU, unterzeichnet; er trat am 1. Juni 1988 in Kraft. Mit dem Vertrag wurde die Abrüstung aller Mittelstreckenraketen der USA und der Sowjetunion mit einem Reichweitenbereich von 1000 bis 5500 Kilometer und aller Kurzstreckenraketen mit einem Reichweitenbereich von 500 bis 1000 Kilometer vereinbart.

### 1991 – 2014
Mit dem Ende des Ost-West-Konflikts und den begleitenden atomaren Abrüstungsinitiativen der seinerzeitigen Supermächte nahmen zunächst die Hoffnungen auf Vermeidung des atomaren Holocaust zu. Zusätzlich stimuliert wurden sie unmittelbar nach dem Amtsantritt des US-amerikanischen Präsidenten Barack Obama, der das „Ziel einer Welt ohne Nuklearwaffen“ zu seinem Programm machte. Für Präsident Obama rangierte 2009 unter allen internationalen Sicherheitsproblemen der Nuklearterrorismus auf Platz eins der internationalen Gefahrenliste. 2007 hatten vier US-amerikanische Realpolitiker eine „nuklearwaffenfreie Welt“ gefordert, darunter der lange Zeit als „Falke“ geltende ehemalige Außenminister Henry Kissinger. Michael Rühle stellte die Forderung 2008 in den Kontext eines von ihm erkannten „zweiten Nuklearzeitalters“. Dieses sei geprägt durch eine „Zunahme ‚virtueller‘ Nuklearmächte, die ihr ziviles Nuklearprogramm binnen kürzester Zeit militärisch nutzen können“, sowie durch die wirtschaftliche Globalisierung. So könne z. B. ein „Staat, der sich ganze Zentrifugen oder sogar Baupläne von Sprengköpfen beschaffen will,“ diese „auf dem Schwarzmarkt erwerben oder von anderen nuklearen Emporkömmlingen, etwa im Austausch gegen die Lieferung von eigenen ballistischen Raketen, erhalten.“
Der nach dem Kalten Krieg begonnene Abrüstungsprozess ist 2014 praktisch vollständig zum Erliegen gekommen. Stattdessen hatten die Atommächte umfangreiche Modernisierungsprogramme begonnen, um neue, bessere Atomwaffen zu entwickeln und die Einsatzbereitschaft auf Jahrzehnte hin sicherzustellen.
Frank Sauer, Forscher an der Universität der Bundeswehr München, hielt 2008 den Nichtgebrauch von Nuklearwaffen seit 1945 keineswegs für selbstverständlich, sondern für erklärungsbedürftig. Insbesondere müsse geklärt werden, welche Folgen die Tatsache habe, dass die Welt seit 1990 nicht mehr an den „Polen“ Washington und Moskau ausgerichtet sei. Es sei wahrscheinlich, dass in einer Welt mit immer mehr Atommächten diese Waffen irgendwann eingesetzt werden. Mehr Kernwaffenstaaten führten zu einer größeren Gefahr unautorisierten Zugangs zu Waffen und waffenfähigem Material. Terrorgruppen, die über Kernwaffen verfügen, würden von deren Einsatz wahrscheinlich nicht abgehalten werden können. 2009 stellte Andreas Herberg-Rothe fest: „Die Verhinderung des Atomkrieges steht seit dem Ende des Kalten Krieges wieder an erster Stelle der internationalen Politik.“ Das Risiko eines Atomkriegs geht Herberg-Rothe zufolge vor allem von kleinen Atommächten aus, die aus Angst vor dem Verlust ihrer Zweitschlagkapazität (sofern eine solche überhaupt gegeben ist) einen Erstschlag führen könnten.
2015 berichtete das Wissenschaftsmagazin „Spektrum der Wissenschaft“ über chinesische Modellrechnungen für den Fall eines Atomkriegs zwischen Indien und Pakistan. Dabei würden „nur“ 0,3 Prozent der weltweit verfügbaren Atomwaffen eingesetzt. Trotzdem würden in dem nicht unmittelbar von dem Krieg betroffenen China „die Reisproduktion um ein knappes Drittel, die von Mais um ein Fünftel und die von Weizen sogar um mehr als die Hälfte“ zurückgehen. Mindestens eine Milliarde Menschen weltweit würden akut vom Hungertod bedroht sein. Im Jahr 2019 gewinnen solche „Gedankenspiele“ dadurch an Bedeutung, dass sich der seit Jahrzehnten schwelende Kaschmir-Konflikt deutlich verschärft hat. Pakistan und Indien könnten jeweils 140 bis 150 Atomsprengköpfe im Rahmen des Konflikts einsetzen.
Im Frühjahr 2016 stellte Spiegel Online fest: „Der US-Präsident [Obama] will seine Vision einer Welt ohne Atomwaffen erneuern. Dabei ist sie längst gescheitert.“ Obama habe Nordkorea nicht daran hindern können, zur seinerzeit jüngsten Atommacht zu werden, obwohl ihm das im Fall des Iran gelungen sei.

### Seit 2014
Einige Experten sahen bereits frühzeitig mit der Annexion der Krim 2014 ein neues Zeitalter anbrechen, das mit der Verletzung der territorialen Integrität der Ukraine begonnen habe. Am 3. April 2014 kommentierte Jana Puglierin für die Deutsche Gesellschaft für Auswärtige Politik die Lage. „Der erste Verlierer der Krim-Krise heißt internationale atomare Nichtverbreitung. Denn 1994 unterzeichnete die Ukraine mit Russland, den USA und Großbritannien das ‚Budapester Memorandum‘. Als Gegenleistung für den Verzicht auf die im Land stationierten sowjetischen Nuklearwaffen erklärten sich Russland, die USA und Großbritannien bereit, die Souveränität, die Grenzen und die politische und wirtschaftliche Unabhängigkeit der Ukraine zu achten.“ Puglierin bezweifelt, dass nach der Annexion der Krim je ein Staat wieder dazu bereit sein werde, Atomwaffen abzugeben oder deren Entwicklungsprogramme einzustellen, wenn völkerrechtlich verbindliche Verpflichtungen von Vertragspartnern nicht mehr eingehalten würden.
Noch 2018 stellten jedoch Helmut W. Ganser, Wulf Lapins und Detlef Puhl fest, dass innerhalb der NATO ernsthaft über die Frage disputiert werde, ob nicht „eine dauerhafte europäische Sicherheitsarchitektur nur mit und nicht gegen Russland aufgebaut werden“ könne.
Im Präsidentschaftswahlkampf 2016 soll Donald Trump die (rhetorische?) Frage gestellt haben: „Wenn wir Atomwaffen haben, warum setzen wir sie nicht ein?“ Donald Trump regte 2016 an, Japan und Südkorea sollten eigene Atomwaffen bauen (was zu einer Vergrößerung der Zahl der Atommächte führen würde). Als Präsident kündigte er den INF-Vertrag; er trat am 2. August 2019 außer Kraft. Allerdings erschien während der ersten Amtszeit Donald Trumps als Präsident der USA der Iran-Konflikt als die gefährlichste Auseinandersetzung mit einer großen Wahrscheinlichkeit des Einsatzes von Atomwaffen neben dem Kaschmir-Konflikt.
Bereits 2015 hatte „Spiegel Online“ in einem „Das nukleare Gespenst kehrt zurück“ betitelten Artikel die These aufgestellt, dass die Annexion der Krim 2014 durch Russland „die Nato und Russland in den Kalten Krieg zurückgeworfen“ habe. Die Zusammenarbeit bei der nuklearen Sicherheit sei eingestellt worden, und ein „Rotes Telefon“ gebe es nicht mehr.
Einem Beitrag des „Spiegel“ im Februar 2020 zufolge interviewten Mitarbeiter des Stevens Institute of Communication 1500 US-Amerikaner. Die Wahrscheinlichkeit, dass sie in ihrem Leben einen Atomkrieg erleben würden, schätzten die Befragten durchschnittlich auf 50 Prozent ein. Sorgen habe das aber nur wenigen bereitet. Die Politikwissenschaftlerin Kristyn Karl meinte, dass „[j]unge Amerikaner […] fast nichts über die Risiken atomarer Waffen“ hörten. Ihnen fehle die Erfahrung des Kalten Kriegs. Im August 2020 verallgemeinerte der „Spiegel“ den Befund. Er zitierte Nikolai Sokov vom „Wiener Zentrum für Abrüstung und Non-Proliferation (VCDNP)“ mit den Worten: „Wir haben verlernt, uns vor dem Atomkrieg zu fürchten. […] Und das Schlimme ist: Wenn man ihn nicht fürchtet, wird er unausweichlich.“ In dem Artikel werden auch Zweifel daran laut, dass wirklich keine Atommacht einschließlich der etablierten Atommächte die Absicht habe, einen Erstschlag zu führen.

Am 22. Februar 2022, zwei Tage vor dem Einmarsch russischer Truppen in der Ukraine, bilanzierte Hans-Peter Bartels die Bewusstseinslage der meisten Menschen im Westen im 21. Jahrhundert: „Im Ranking der Risiken, mit denen wir persönlich rechnen, ist der Atomkrieg weit nach unten gerutscht. Klima und Terror, Corona und Inflation wirken im 21. Jahrhundert weit bedrohlicher.“
Die ukrainischstämmige Sängerin und Komponistin Mariana Sadovska, die zu einer Lesung von Schriftstellern in der Reihe „Kultur im Kanzleramt“ am 28. März 2022 eingeladen worden war, warf der NATO auf dieser Veranstaltung in Gegenwart von Bundeskanzler Olaf Scholz vor, sich allein von der Furcht vor atomarer Vergeltung davon abhalten zu lassen, eine Flugverbotszone in der Ukraine einzurichten. Auch sie habe „große Angst, dass dadurch alles eskaliert und es zu einem Atomkrieg kommt und die ganze Welt untergeht. […] Aber wir können doch nicht so einen Verbrecher wie Putin davonkommen lassen, nur weil er mit der Atombombe droht. […] Wenn die Welt untergeht, weil wir der Ukraine helfen, […] dann soll es halt so sein!“ Der Berichterstatter, Patrick Bahners, weist in seinem Artikel darauf hin, dass Sadova nicht auf die Möglichkeit eingegangen ist, dass Putins Drohungen, Atomwaffen einzusetzen, nur Bluff sind.
Dass Russland im Fall einer (drohenden) Niederlage in einem mit konventionellen Waffen geführten Krieg einen Atomkrieg beginnt, hält Timothy Snyder für wenig wahrscheinlich: Putin habe fast komplette Kontrolle über die Wahrnehmung des Krieges in seinem Land. Seinen Erklärungen würden die meisten Russen glauben. Putin könne also einen Krieg verlieren, ohne wegen drohender Blamage bis zu dem Atomkrieg eskalieren zu müssen.
Im April 2022 konkretisierte Putins Pressesprecher Dmitri Sergejewitsch Peskow Russlands Pläne zum Einsatz von Atomwaffen im Ukrainekrieg: „Das Ergebnis dieser ‚Operation‘ ist natürlich kein Grund zum Einsatz von Atomwaffen.“ Ein Grund für einen solchen Einsatz sei nur die „Bedrohung der Existenz des Staates“ Russland. Der US-amerikanische Präsident Joe Biden hatte bereits im Dezember 2021 erklärt, dass es „alleiniger Zweck der US-Atomwaffen“ sei, „nukleare Angriffe abzuschrecken und, falls nötig, auf diese zu reagieren. Gegen konventionelle Aggressionen würden die USA nie Kernwaffen einsetzen.“ Das deutsche Bundesministerium der Verteidigung betont: „Mit dem Einsatz von Truppen in der Ukraine würde die NATO unmittelbar zu einer Konfliktpartei werden. Dabei bestünde die Gefahr, dass der Konflikt erheblich weiter über die Ukraine hinaus eskalieren“ und die atomare Schwelle überschritten werden kann.
Seit der Annexion ukrainischer Gebiete durch Russland am 5. Oktober 2022 besteht die Gefahr, dass Russland den Versuch, diese zurückzuerobern, als „Bedrohung der Existenz des Staates Russland“ bewertet. US-Präsident Joe Biden erklärte am 7. Oktober 2022, dass die Welt einem Atomkrieg so nahe sei wie in der Kubakrise. Es drohe ein „Armageddon“.
Am 22. März 2023 beantwortete der US-amerikanische Kriegsforscher James D. Fearon in einem Interview aus seiner Sicht die Frage, wie wahrscheinlich die Eskalation des Kriegs über die nukleare Schwelle hinweg sei: „Was die Frage des nuklearen Risikos angeht, so glaube ich, dass man das nicht kleinreden darf. Aber das Risiko ist nicht immer gleich gross. Letzten Herbst ([2022]) war es grösser als jetzt. Die US-Regierung geht davon aus, wenn ich sie richtig verstehe, dass der Einsatz einer taktischen Atombombe möglich wäre. Und zwar in einem Szenario, in dem die russische Armee zusammenbricht und in dem die Krim plötzlich in Gefahr ist. Das ist nicht sehr wahrscheinlich, aber das Risiko ist auch nicht gleich null. Zudem können immer auch Unfälle passieren. Gerade wenn man die Inkompetenz des russischen Militärs sieht, ist das nicht ermutigend.“
Eine pessimistische Analyse der Weltlage lieferte im Mai 2023 Siegfried Hecker, früherer Direktor des US-Atomforschungszentrums Los Alamos. Keine der „vier Säulen der nuklearen Ordnung der vergangenen Jahrzehnte“ sei noch intakt. Das gelte erstens für das „nukleare Tabu“, zweitens die Nichtverbreitung von Kernwaffen, drittens den Kampf gegen den nuklearen Terrorismus und viertens den rein friedlichen Charakter der zivilen Nutzung der Kernenergie. Die Gefahr, so Hecker, „die heute besteht, ist nicht ein einzelnes Ereignis. Es ist das Ende der nuklearen Ordnung selbst.“ Die Diskussion über eine „Krise der Nuklearen Ordnung“ begann nicht erst mit der Annexion der Krim durch Wladimir Putin. Bereits 2007 wurde diskutiert, ob nicht George W. Bush eine Hauptrolle bei der Entstehung der Krise gespielt habe. Oliver Thränert, Leiter des „Centers for Security Studies (CSS)“ an der Eidgenössischen Technischen Hochschule Zürich, sah 2010 die Hauptgefahr für die Nukleare Ordnung darin, dass es „mehr instabile Akteure ohne Fähigkeit zu ‚nuklearem Lernen‘“ gebe.

## Zivile Nutzung der Atomenergie
Ein anderer Aspekt des Atomzeitalters ist darin zu sehen, dass das Prinzip der Kernspaltung eine neue Form der Energienutzung ermöglicht, und zwar vor allem in Form der Stromerzeugung in Atomkraftwerken. Diese neuartige Energiequelle wurde zuerst auch militärisch genutzt: Im Rahmen des Manhattan-Projekts gelang Enrico Fermi am 2. Dezember 1942 die erste kontrollierte nukleare Kettenreaktion in einem Kernreaktor in Chicago (Chicago Pile One). Mindestens bis in die 1970er Jahre galt die neue Form der Energienutzung überwiegend als technischer Fortschritt. Die Emissionen aus Atomkraftwerken wurden als sehr gering bewertet. Der GAU in Three Mile Island (1979) sowie die Super-GAUs in Tschernobyl (1986) und Fukushima (2011) ließen die Skepsis gegenüber dieser positiven Sichtweise wachsen.
Die heute noch unter Anhängern von Atomkraftwerken verbreitete Formulierung „friedliche Nutzung der Kernenergie“ wird von Kritikern als Euphemismus bewertet, in dem ein „strahlender Akkord […] von kerniger Energie, Nützlichkeit und Frieden“ ertöne.
Das Problem der industriell betriebenen Kernspaltung liegt darin, dass ständig neue radioaktive Substanzen geschaffen werden, die sicher von der Umwelt abgeschirmt werden müssen und deren Endprodukte teilweise eine sehr lange Halbwertszeit aufweisen. Dies macht sichere Endlager erforderlich. Ein genehmigtes Endlager für hochradioaktive Substanzen existiert derzeit (Stand: Mai 2023) weltweit nur in Finnland, und zwar auf der Insel Olkiluoto, in der Gemeinde Eurajoki.
Insbesondere nach der Nuklearkatastrophe von Fukushima 2011 wurde in Deutschland und weiteren Staaten von verschiedenen Seiten das „Ende des Atomzeitalters“ ausgerufen; in manchen anderen Ländern dagegen wurden seit Anfang der 2010er Jahre neue Atomkraftwerke konzipiert und gebaut. Damals war allerdings weltweit die Zahl betriebener Atomkraftwerke rückläufig. Der Anteil des Atomstroms am Energiemix sank weltweit von ca. 17,5 Prozent im Jahr 1996 auf ca. 10 Prozent 2019. Ohne dauerhafte staatliche Subventionen sind laut dem Kernkraftgegner und Nuklearanalysten Mycle Schneider neue Atomkraftwerke unrentabel. Finanzmathematiker rechneten 2011 aus, dass Kernkraftwerke 72 Milliarden Euro jährlich für ihre Haftpflichtversicherung bezahlen müssten, wenn sie alle Risiken ohne Subventionen abdecken wollten. Um diesen Betrag zu erwirtschaften, müsste der Strompreis verzwanzigfacht werden. Christian Stöckers Fazit zu den Kosten der Atomenergie lautete 2021: Die Schäden, die das „Geschäftsmodell Atomkraftwerke“ verursache, „und die Risiken, die es birgt, werden vergesellschaftet. Für die – statistisch betrachtet nach aktuellem Stand tatsächlich ziemlich kleinen, aber eben im Schadensfall katastrophalen – Risiken haftet im Zweifelsfall der Staat. Also wir alle.“ Die Kosten der Endlagerung abgebrannter Kühlelemente seien, so Stöcker, unbekannt und in der o. g. Kalkulation nicht enthalten.
Weniger als die Hälfte der weltweit betriebenen 417 Atomkraftwerke war 2019 jünger als dreißig Jahre. Galt zum Zeitpunkt des Baus vieler Reaktoren eine bilanztechnische Lebenszeit von vierzig Jahren als Grundlage der Kalkulationen, so sind einige Kraftwerke seit über fünfzig Jahren in Betrieb, so das Kernkraftwerk Beznau. In den USA haben einige Kraftwerke bereits Lizenzen für eine Gesamtbetriebszeit von achtzig Jahren erhalten.
Neben der Nutzung von Kernenergie zur Erzeugung elektrischer Energie gibt es auch Nutzungskonzepte für den Kernenergieantrieb, u. a. für Schiffe. Jedoch lässt sich aus technischer Sicht die zivile Nutzung (siehe Liste ziviler Schiffe mit Nuklearantrieb) nicht von der militärischen Nutzung (siehe Atom-U-Boot) trennen.
Frühe Konzepte aus den 1950er Jahren schlugen auch den Kernenergieantrieb von Automobilen und Lokomotiven vor, wurden aber nicht umgesetzt. Darüber hinaus gab es Konzepte zum nuklearen Antrieb von Fluggeräten.
Forschungsreaktoren wie der Forschungsreaktor München II haben neben ihren Funktionen in Grundlagenforschung und Ausbildung bis heute unschätzbaren Wert in Nuklearmedizin und Industrie und dienen unter anderem der Erzeugung medizinischer Radionuklide sowie der Transmutationsdotierung in der Halbleiterfertigung. Auch Länder wie Deutschland oder Australien, welche aus der Nutzung der Kernenergie zur Stromerzeugung ausgestiegen sind oder diese nie betrieben haben, werden derartige Forschungsreaktoren auf absehbare Zeit weiter betreiben, um diagnostische Isotope wie Technetium-99m weiterhin zur Verfügung zu stellen. Auch kommerzielle Leistungsreaktoren dienen teilweise der Erzeugung medizinischer Radionuklide, so Cobalt-60 am Kernkraftwerk Bruce in Kanada.
Eine einheitliche mehrheitliche Meinung der Menschen in den Staaten der Europäischen Union zur Kernkraft gibt es nicht. Die traditionell starke Ablehnung der Kernenergie in deutschsprachigen Ländern ist für die „Neue Zürcher Zeitung“ aufgrund der Geschichte der dort relativ starken Grünen kein Zufall. Zugleich habe, so Okascharow, „[v]on den Niederlanden über Tschechien und Polen bis Frankreich und Grossbritannien […] die Atomkraft […] an Zuspruch gewonnen.“ Zwar kommen in Frankreich „über 70 Prozent des Stroms aus der Kernkraft“; Okasharow weist allerdings nicht darauf hin, dass weniger als 50 % der in Frankreich Befragten 2021 die Frage, ob sie in den nächsten 20 Jahren mit positiven Auswirkungen der Atomkraft rechnen, bejahten. Laut der Zeitschrift „Capital“ gab es ungefähr gleich viele Mitgliedsstaaten der EU, in denen die „Ja“-Antworten auf diese Frage eine absolute Mehrheit bildeten, wie Staaten, in denen das nicht der Fall war. Beide Quellen stützen sich auf die in der Einleitung erwähnte Befragung des „Eurobarometers“.